# Victor Zsasz
Victor Zsasz est un personnage de fiction de l'univers de DC Comics, créé par Norm Breyfogle et Alan Grant dans le comics Batman: Shadow of the Bat #1 en 1992. Il est un tueur en série et un ennemi de Batman. Victor Zsasz tue généralement avec un couteau et laisse une marque quelque part sur son corps pour chacune de ses victimes.

## Biographie fictive
Dans Batman Chronicles # 3, l'histoire est racontée par Zsasz lui-même : on apprend que celui-ci était à la tête de sa propre entreprise internationale et qu'il avait amassé une grande fortune personnelle qui s'ajoutait à la richesse de sa famille. À l'âge de 25 ans, ses parents moururent dans un accident de bateau, et à la suite de cela, il sombra dans la dépression. Il se tourna alors vers le jeu et perdit de l'argent lors des compétitions à travers le monde. Une nuit, il se retrouva dans un casino de Gotham City connu sous le nom du Salon de l'Iceberg, où il jouait tout ce qu'il possédait. Il a fini par perdre face au Pingouin ; puis son état empira et il erra dans les rues de Gotham.
En essayant de se suicider en sautant du pont de Gotham, un sans-abri tenta de l'agresser avec un couteau après avoir refusé de lui donner de l'argent. Instinctivement, il saisit le couteau et vit le désespoir dans les yeux du sans-abri, très éprouvé par sa condition. Il le poignarda et considéra sa mort comme un « cadeau » qui venait de redonner à sa vie un sens. Dès lors, il se consacra à « libérer » les autres de leur existence inutile (Zsasz compare souvent ses victimes à des « zombies »). Zsasz n'a pas de préférence pour le type de victimes qu'il tue et il n'a aucun scrupule pour ses proies. Il leur tranche la gorge et les laisse dans des poses naturelles, en ajoutant une marque sur son corps à chaque fois qu'il assassine. On lui a diagnostiqué une folie et il est régulièrement incarcéré à l'Asile d'Arkham par Batman.
Lors de sa première apparition dans Batman: Shadow of the Bat #1, Zsasz corrompt un entrepreneur pour inclure un passage secret menant hors de sa cellule pendant la reconstruction de l'asile en vertu de son nouveau directeur, Jeremiah Arkham, héritier de l'asile de son oncle, Amadeus Arkham. Bien que Zsasz soit retenu pendant la journée, il est traité personnellement par Jeremiah Arkham. Il est ramené à sa cellule dans la nuit où il quitte l'asile à travers un passage secret, à l'insu des gardes de nuit. Après la révélation de son modus operandi, Batman et le commissaire James Gordon tentent d'enquêter au sein de l'asile en incarcérant Batman, mais Jeremiah Arkham est exceptionnellement brutal envers lui, qui avait soi-disant tué un agent de police ; au cours de son « traitement », Zsasz avait faussé l'esprit de Jeremiah et fait de lui un simple homme de main. Grâce à un autre détenu, Batman parvient à capturer Zsasz et le ramène à Arkham.
Zsasz apparaît plus tard dans la partie 3 et 4 de la saga Knightfall. Dans la partie 3, Zsasz prend en otage un transport scolaire et il détient les étudiants sous la pointe du couteau jusqu'à ce que Batman arrive. Cependant, deux policiers sont tués par Zsasz. Bien qu'affaibli physiquement et mentalement d'avoir poursuivi si longtemps des détenus évadés, Batman met une violente raclée à Zsasz et le renvoie à Arkham,. Ce dernier fait ensuite un caméo dans la partie 4.
Au cours de No Man's Land, Zsasz est un patient du Dr Leslie Thompkins.

## Description

### Physique
Zsasz est un homme fin, blanc, chauve (anciennement et parfois représenté blond), sans sourcils. Il signe chacune de ses victimes par une cicatrice sur son corps.

### Personnalité
C'est un tueur en série extrêmement futé et imprévisible, qui s'entaille le corps à chaque nouvelle victime. Le résultat est que son corps est couvert de zébrures. Il laisse une place spéciale à Batman. Ses armes favorites sont les couteaux, qu'il manie généralement par paire. Si une coupure est ajoutée sur son corps sans qu'une autre personne ait été tuée, Zsasz entre dans une profonde hystérie, et sent sa peau le démanger de manière insoutenable. Il essaiera alors par tous les moyens et le plus rapidement possible de tuer quelqu'un pour que les cicatrices collent.

## Création du personnage
Zsasz est apparu pour la première fois dans Shadow of the Bat #1 (1992) dans le cadre du Batman: The Last Arkham, une histoire divisée en quatre parties, et ses origines sont décrites dans Batman Chronicles #3 (1996); les deux histoires ont été écrites par Alan Grant et dessinées par Norm Breyfogle. Comme l'a révélé dans la préface du livre de poche de The Last Arkham, le nom de Zsasz est un dérivé de celui de psychiatre Thomas Szasz. Grant a vu le nom en visitant une bibliothèque

## Œuvres où le personnage apparaît

### Long métrage
- Batman Begins (Christopher Nolan, 2005) avec Tim Booth (en). Dans ce film, Victor Zsasz fait une courte apparition dans l'Asile d'Arkham. Il sera brièvement en liberté à la suite du complot du Docteur Crane et de Ra's al Ghul.
- Batman : Assaut sur Arkham (Jay Oliva, 2014)
- Birds of Prey (et la fantabuleuse histoire de Harley Quinn) (réalisé par Cathy Yan et sorti en 2020), il est interprété par Chris Messina.

### Télévision
- Dans Gotham, il est interprété par Anthony Carrigan. L'interprétation diffère, faisant de lui un homme de main spécialisé en armes à feu de tout genre.
- Dans Batwoman, il est interprété par Alex Morf.
- Dans Harley Quinn, il est interprété vocalement par Brad Morris.

### Jeux vidéo
- Batman Begins (VO : Tim Booth ; VF : Cyrille Artaux) (2005)
- Batman: Arkham Asylum (VO : Danny Jacobs ; VF : Serge Thiriet) (2009)
- Batman: Arkham City (VO : Danny Jacobs ; VF : Serge Thiriet) (2011)
- Batman Arkham Knight (2015) : (caméo)
- Batman: A Telltale Games Series (2016)
- Injustice 1 & 2 (VO : Steve Blum ; VF : Serge Thiriet) (2014-2017)